# Alfred East

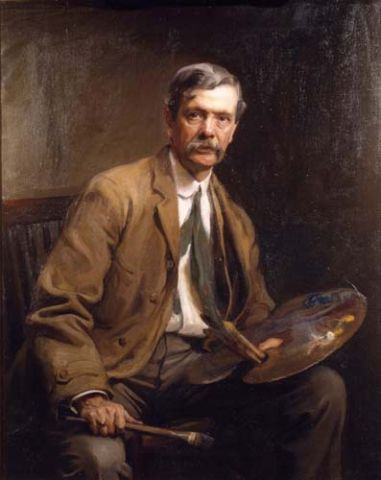
Sir Alfred East, por Philip de Laszlo, 1907.

Alfred East fue un pintor inglés nacido el 15 de diciembre de 1849 y fallecido el 28 de septiembre de 1913. 

## Biografía
East nació en Kettering, Northamptonshire y estudió en la Glasgow School of Art. Sus románticos paisajes muestran la influencia de la Escuela de Barbizon. Su The Art of Landscape Painting in Oil Colour se publicó en 1906. En abril de 1888 compartió una exposición en las galerías de la Fine Art Society con Thomas Cooper Gotch y William Ayerst Ingram, y al año siguiente Marcus Huish, Director Gerente de la Sociedad, le envió seis meses a Japón para pintar el paisaje y la población del país. Cuando expuso 104 pinturas de esta gira en la Sociedad de Bellas Artes en 1890 el éxito fue espectacular. Fue galardonado en 1910 por el rey Eduardo VII. Philip de László le retrató. 
El domingo, 28 de septiembre de 1913, Alfred murió en su residencia Belsize Park en Londres. Su cuerpo fue llevado a Kettering y expuesto en la Galería de Arte, rodeado por las imágenes que había presentado a la ciudad, atrayendo a varios miles de personas. 
La Alfred East Art Gallery, diseñado por el arquitecto John Alfred Gotch en Kettering es la más antigua construida como tal.

## Obra

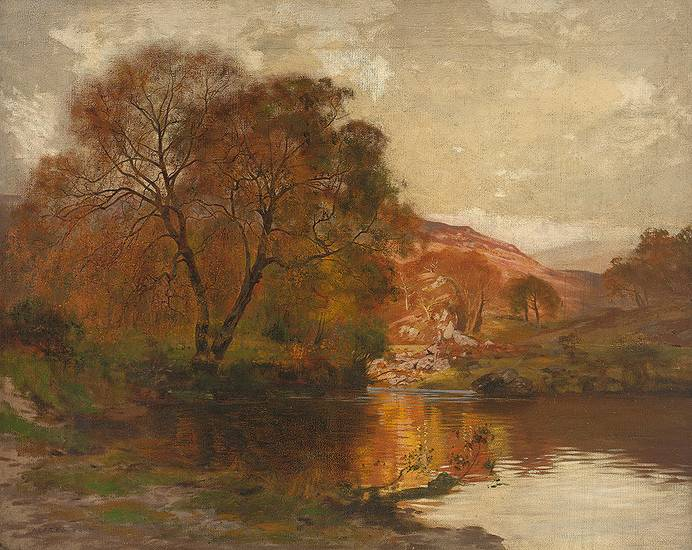
Lake in Autumn.

- A Street in Japan
- A Swiss Lake
- Belmont from the Moors
- Lake in Autumn
- On the banks of the Seine